# 高倉村 (宮城県)
高倉村（たかくらむら）は、昭和29年（1954年）まで宮城県志田郡西部にあった村。現在の大崎市古川堤根・古川中沢・古川引田・古川矢目・古川新沼・三本木新沼にあたる。

## 地理
- 河川：鳴瀬川

## 沿革
- 明治22年（1889年）4月1日 - 町村制施行にともない、堤根村・中沢村・引田村・矢目村・新沼村の計5か村が合併して高倉村が発足。
- 昭和29年（1954年）10月1日 - 栗原郡清滝村と共に古川市へ編入。

## 行政
- 歴代村長

| 代 | 氏名         | 就任                       | 退任                       | 備考 |
| -- | ------------ | -------------------------- | -------------------------- | ---- |
| 1  | 高橋源四郎   | 明治22年（1889年）4月27日  | 明治38年（1905年）4月22日  |      |
| 2  | 柏倉嘉右ェ門 | 明治38年（1905年）6月13日  | 明治42年（1909年）6月2日   |      |
| 3  | 高橋源四郎   | 明治42年（1909年）6月18日  | 明治44年（1911年）7月28日  | 再任 |
| 4  | 佐々木善兵衛 | 明治44年（1911年）9月6日   | 大正12年（1923年）9月24日  |      |
| 5  | 残間常蔵     | 大正12年（1923年）9月25日  | 昭和2年（1927年）9月24日   |      |
| 6  | 三浦新蔵     | 昭和2年（1927年）10月10日  | 昭和2年（1927年）11月30日  |      |
| 7  | 今野儀右ェ門 | 昭和3年（1928年）2月3日    | 昭和4年（1929年）10月20日  |      |
| 8  | 高橋源治     | 昭和4年（1929年）11月26日  | 昭和13年（1938年）8月19日  |      |
| 9  | 浅野勘九郎   | 昭和13年（1938年）10月31日 | 昭和17年（1942年）10月30日 |      |
| 10 | 高橋源治     | 昭和17年（1942年）11月5日  | 昭和21年（1946年）11月4日  | 再任 |
| 11 | 佐々木喜久治 | 昭和21年（1946年）12月1日  | 昭和29年（1954年）9月30日  |      |